# 磨坊山
磨坊山（英語：Mill Hill，又譯米尔希尔、米尔山）位於巴內特倫敦自治市中，距離查令十字西北方9英里（14.3公里）外的一個郊區。磨坊山曾經隸屬於米德尔塞克斯歷史郡，直到它被規劃進倫敦為止。

## 沿革

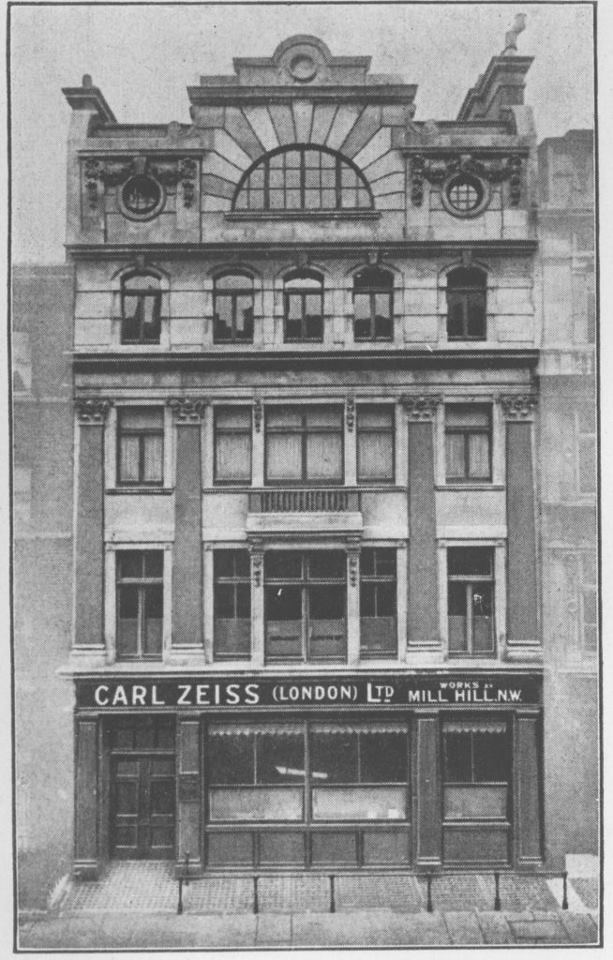

磨坊山以「Myllehill」之名首次記載於1547年，其意思可能是指「風車磨坊的小山」。

## 知名人物
英國賽車選手格拉哈姆·希尔成年後長居磨坊山。植物學家彼得·柯林森及英格蘭旅行家西莉亚·法因斯也曾住這裡。

## 外部連結
- 磨坊山保護協會